# زبنشین
زبُـنشین (لهستانی: Zbąszyń؛ ‏[ˈzbɔ̃ʂɨɲ]) شهرکی در غرب استان لهستان بزرگ است که در شهرستان نوو تومشل و گمینا زبانشنگ واقع شده‌است. این شهر کوچک در پوزنان کیلومتری غرب پوزنان قرار دارد.
در دوران جنگ جهانی دوم، نیروهای آلمان نازی یک زندان و یک اردوگاه کار اجباری برای یهودیان در این شهر برپا کرده بودند.